# Чернышёвка (Томский район)
Чернышёвка — деревня в Томском районе Томской области России. Входит в состав Рыбаловского сельского поселения. Население 9 чел. (2021) .

## География
Находится на востоке Томской области, в лесной местности.

## История
В соответствии с Законом Томской области от 12 ноября 2004 года № 241-ОЗ деревня вошла в муниципальное образование Рыбаловское сельское поселение.

## Население
| 2002 | 2008 | 2009 | 2010 | 2011 | 2012 | 2013 | 2014 | 2015 |
| ---- | ---- | ---- | ---- | ---- | ---- | ---- | ---- | ---- |
| 13   | ↘5   | ↗6   | ↗15  | →15  | ↗18  | →18  | ↘14  | ↗15  |
| 2021 |      |      |      |      |      |      |      |      |
| ↘9   |      |      |      |      |      |      |      |      |

## Инфраструктура
По близости от деревни имеется пасека.

## Транспорт
Проходит Шегарский тракт (Северный широтный коридор).